# Орцинуові
Орцинуові (італ. Orzinuovi) — муніципалітет в Італії, у регіоні Ломбардія, провінція Брешія.
Орцинуові розташоване на відстані близько 440 км на північний захід від Рима, 60 км на схід від Мілана, 27 км на південний захід від Брешії.
Населення — 12 603 особи (2014).
Щорічний фестиваль відбувається 24 серпня. Покровитель — святий Варфоломій.

## Демографія
Населення за роками:

Станом на 1 січня 2023 року в муніципалітеті офіційно проживало 1590 іноземців з 40 країн, серед них 123 громадяни країн Євросоюзу та 73 громадяни України.

## Уродженці
- Серджо Вольпі (*1974) — італійський футболіст, півзахисник, згодом — футбольний тренер.
- Джанлуїджі Гальбаджині (*1964) — італійський футболіст, захисник, згодом — футбольний тренер.
- Чезаре Пранделлі (*1957) — італійський футболіст, згодом тренер, що тренував зокрема збірну Італії.
- Джузеппе Фаваллі (*1972) — італійський футболіст, захисник.

## Сусідні муніципалітети
- Барбарига
- Борго-Сан-Джакомо
- Орцивеккі
- Помп'яно
- Роккафранка
- Сан-Паоло
- Сончино
- Торре-Паллавічина
- Віллак'яра